# Złącza ciesielskie na szerokość
Złącza ciesielskie na szerokość
|  | Złącze na styk (złącze często wzmacnia się klejem) |
|  | Złącze na nakładkę / na przylgę                    |
|  | Złącze na wpust i pióro                            |
|  | Złącze na wpust i pióro obce                       |